# Köln-Holweide (przystanek kolejowy)
Köln-Holweide – przystanek kolejowy w Kolonii, w kraju związkowym Nadrenia Północna-Westfalia, w Niemczech. Znajdują się tu 2 perony.